# Йоганн Рукґабер

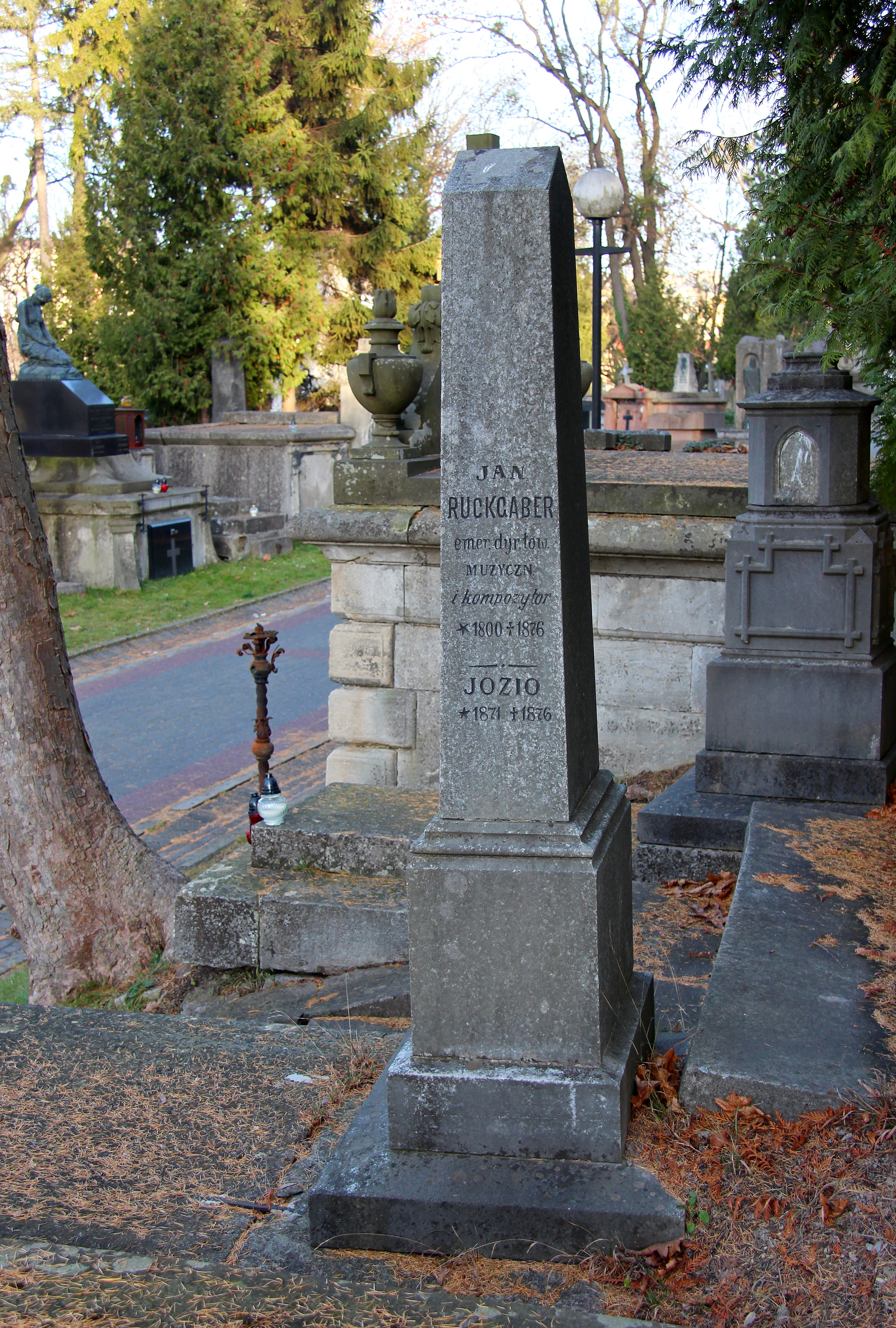

Йога́нн Рукґа́бер, справжнє ім'я Жан де Монтальбо́ (нім. Johann Ruckgaber, фр. Jean de Montalbeau); нар. 21 листопада 1799, Відень — пом. 5 січня 1876, Львів) — австрійський музикант французького походження, композитор, піаніст, педагог і диригент.

## Біографія
Батьком Йоганна Рукґабера був французький офіцер Жан де Монтальбо, який у 1790-х роках емігрував із Франції, щоб уникнути якобінського терору й оселився у Відні. 1809 року він загинув у битві під Ваграмом, воюючи як австрійський військовий проти французької армії. Десятилітнього Йоганна усиновив його гувернер, віденець Йозеф Рукґабер і дав йому своє прізвище.
Рукґабер навчався у Віденській і Паризькій консерваторіях. Зокрема, його вчителем був австрійський композитор Йоганн Непомук Гуммель. У січні 1818 року молодий музикант переїхав із Відня до Львова, де успішно виступив із серією концертів. Після того він мандрував по Галичині, концертуючи й навчаючи гри на фортепіано в поміщицьких маєтках. Осівши у Львові, він розпочав жваву діяльність піаніста-віртуоза, педагога і композитора. Найбільшою заслугою Рукґабера стала організація музичного життя у Львові. Він зумів заохотити любителів із кіл інтелігенції та чиновництва до гуртового музикування. З 1835 року він провадив щотижневі «музичні вправи» для близько ста аматорів у Карнавальному залі тодішнього німецького театру. Вони виконували, зокрема, твори Вольфганга Амадея Моцарта й Людвіга ван Бетховена. На основі цієї групи оркестрантів-любителів 1838 року Йоганн Рукґабер заснував Товариство друзів музики і до 1848 року був його музичним керівником, диригував оркестром та хорами, а також керував музичною школою товариства, відкритою в 1839 році (згодом, у 1853-му, на її базі засновано консерваторію товариства). 
Після застою у 1848—1851 роках і після періоду, коли товариством керували аматори, настало відродження. У 1854-му установу реорганізовали й перейменовали на Товариство розвитку музики в Галичині. У ньому Рукґабер виконував ті самі обов'язки, що й перед тим. Під його керівництвом виконано багато симфонічних, ораторіальних творів і фрагментів з опер, серед інших ораторію Йозефа Гайдна «Створення світу» та симфонічну поему «Пустеля» Фелісьєна Давіда. 
У 1857 році Рукґабер через поганий стан здоров'я звільнився з посади голови товариства і присвятив себе викладацькій та композиторській діяльності. У 1862—1867 роках він працював приватним учителем музики у Валахії, а коли занедужав, повернувся до Львова. За майже п'ятдесят років діяльності у цьому місті Рукґабер виховав три покоління музикантів. До його учнів належав, зокрема, піаніст і композитор Марцелій Мадейський. Останні роки життя Рукґабер провів у львівському помешканні зятя і дочки. Поки була змога, давав уроки музики. Приятелював із Ференцом Лістом, знався з Фридериком Шопеном, з яким познайомився в одній зі своїх багатьох поїздок до Франції.
Був одружений з Марією Маркль, з якою мав шестеро дітей: Ернест (капітан австрійської армії), Віктор, Фердинанд, Яніна (у шлюбі Шір), Стефанія (у шлюбі Коб'ялкевич) та Анеля. Помер у Львові 5 січня 1876 року. Похований на 2 полі Личаківського цвинтаря.
Зі слів Збігнева Казимира Рукґабера, композиторового правнука, портрет Йоганна Рукґабера роботи художника Анджея Грабовського — родинна власність — втрачено. Родина має копію погруддя композитора, яке 1855 року створив скульптор П'єр-Жозеф Шардіні.

## Творчість
Крім фортепіанної музики салонного характеру, в Рукґабера були твори за народними мотивами — українськими, польськими і румунськими. Доробок композитора налічує близько 90 робіт, серед них «Меса». Автограф її партитури зберігається у бібліотеці Львівської національної музичної академії імені Миколи Лисенка.
Були також оркестрові та камерні твори, зокрема музичні ілюстрації до пантоміми «Роздуми Арлекіна, або Явління духів» (1826), музика до драми «Спаситель» (1837), увертюра до відкриття Скарбківського театру (1842) і дует соль мінор для скрипки та фортепіано (оп. 41). Серед 40 опусів, що охоплюють понад 60 творів, надрукованих упродовж 1826—1873 років у вітчизняних та зарубіжних виданнях, є фантазії, попурі та варіації на оригінальну тематику або ж узяті з популярних опер та інших творів. Рукґабер написав також два ноктюрни (оп. 47 і 90), каватину (оп. 66), експромт (оп. 25), скерцо (оп. 71) та два похоронні марші (оп. 48 та 80), перший з яких присвячений пам'яті повстанця Теофіля Висньовського. Крім того, він створив численні ліричні мініатюри та характерні образки (оп. 25, 53, 67, 71, 72, 81). Заголовки відображають програмний зміст. Наприклад, «Найгарніші очі» (оп. 67), «Моє бажання» (оп. 71), «Спогад з-над берегів Серету» (оп. 81). Значну частину доробку становлять мелодії на основі фольклору, як-от в'язанка польських мелодій (оп. 29), два полонези (оп. 26 і 42), транскрипція польської пісні (оп. 46), чотири польки і 29 мазурок (оп. 56, 39, 42, 43, 54, 57 та інші). Деякі мають назви — наприклад, «Львів'янка» і «Спогади про Корчину». Композитор також писав пісні для голосу та фортепіано. Багато творів Рукґабера, які сам автор, за твердженнями сучасників, майстерно виконував на концертах, залишилися в рукописах. Ці матеріали зберігаються у Львівській національній науковій бібліотеці України імені Василя Стефаника.

## Твори
- Варіації на руську тему/ Variationes sur un thème russe
- Спомин про Карпати: Алегоричні й національні ідеї / Souvenir des Karpates: Pensées Allegoriques et nationales
- Спомин про молдовський край: сюїта вальсів для фортепіано в чотири руки / Souvenir des Bords de la Moldova: Suite des Valses: Piano à 4 mains
- В'язанка на різні польські теми: фортепіано на вісім рук / Melange sur differents thèmes polonais: Piano à 8 mains
- Дивертисмент соль мінор для скрипки і фортепіано / Divertissement g+moll, op. 41: pour Violino mit Pianoforte